# 法要寺
法要寺（ほうようじ）は、埼玉県鴻巣市にある真言宗智山派の寺院。

## 歴史
1457年（長禄元年）、亮恵によって開山された。慶安年間（1648年 - 1652年）、加賀藩前田家は参勤交代で鴻巣宿に泊まった際、当初の宿泊所であった勝願寺に前田家の大名行列が馬上のまま入ったことに住職が激怒し、宿泊を拒否され、締め出されてしまった。泊まる場所に窮した前田家に対して、当寺は手を差し伸べて、泊らせることになった。前田家はこれに感謝して、堂宇の改築費用を出すことになった。この縁により、当寺の寺紋は前田家の家紋である「梅鉢」を用いることになった。
当寺の本尊である大日如来は、1708年（宝永5年）に寄進されたものである。かつての本尊は薬師如来であったが、このときに差し替えられた。

## 文化財
- 法要寺の庚申塔（鴻巣市指定文化財 昭和37年8月16日指定）[2]

## 交通アクセス
- 鴻巣駅より徒歩9分。